# Augusto Schuster
Augusto José Schuster Picó (Santiago, Chile; 24 de agosto de 1992), también conocido por su nombre artístico Schuster; es un cantante, actor, bailarín y youtuber chileno. 
Se hizo conocido por participar en las series juveniles Amango y Química, el juego del amor, además de protagonizar la telenovela juvenil Corazón rebelde; también participó como integrante de los grupos musicales juveniles Amango y CRZ. También ha participado en varias telenovelas realizadas por el Área Dramática del canal Mega, además de participar en otras producciones en otros países como Uruguay y Argentina. 
Desde 2017, en paralelo a su carrera actoral, desarrolla su carrera musical en solitario con gran éxito.

## Carrera

### 2007-2009: Amango y Corazón rebelde
Augusto Schuster comenzó su carrera en televisión a los 14 años de edad, al ingresar como parte del elenco principal de la famosa serie de televisión de Canal 13, Amango, interpretando a Felipe García. La serie se estrenó el 16 de junio de 2007, con resultados positivos. El último capítulo de la primera temporada se emitió el 1 de septiembre de 2007. Schuster compartió créditos con Gabriela Ernst, Magdalena Müller, Denise Rosenthal, Kevin Vásquez, Daniel Grunenwaldt, Felipe Rojas, Samir Ubilla y Carolina Vargas. Además de la serie, también se formó una banda musical del mismo nombre con los integrantes del programa.
En 2008, Schuster participó con el reparto de Amango en el XLIX Festival Internacional de la Canción de Viña del Mar, donde obtuvieron una antorcha de plata. La segunda temporada de la serie comenzó a grabarse a finales de 2007, se empezó a exhibir el 28 de marzo de 2008. Participó en la película de Amango, en donde se reveló el proceso que vivió la banda en su gira nacional y la manera en que cada uno enfrentó la complejidad de una abrupta fama. 
En marzo de 2008, se estrenó Amango: La gira, producida por Agosin Films y que cuenta con la dirección del destacado cineasta Shai Agosin. Ese mismo año, fue protagonista de la serie Química, el juego del amor, donde interpretó un doble rol, el "nerd" Nicolás Vargas y un apasionado baloncestista Nico Cooper y compartió crédito nuevamente con Gabriela Ernst. En febrero de 2009, retomó su papel como Felipe García en la tercera temporada de la serie de televisión Amango.
En mayo de 2009, fue anunciado como protagonista de la telenovela juvenil Corazón Rebelde, interpretando a Pablo Bustamante, hijo de Sergio Bustamante, un poderoso y temible senador. Pablo sufre incansables problemas emocionales motivados por su padre y esto le hará caer en problemas como el alcoholismo. La serie fue una adaptación de la telenovela argentina, Rebelde Way. Schuster se integró con Luciana Echeverría, Ignacio Garmendia, Magdalena Müller y Denise Rosenthal, al grupo derivado de la telenovela CRZ, con quienes grabó un álbum y lanzó los sencillos «Corazón rebelde», «Estaba escrito» y «No me verás». El 1 de diciembre del mismo año, se lanza el álbum debut de la banda Corazón Rebelde.

### 2010-2016: Casi ángeles y continuación de carrera actoral
Ese mismo año, debuta en el cine con Mandrill una película filmada en Valparaíso, en la que compartió pantalla con Marko Zaror (conocido especialmente por ser el doble de Dwayne Johnson). Este film ha sido presentado en numerosos festivales de cine a nivel internacional.
En 2010, viajó a Argentina para participar en la cuarta temporada de la telenovela juvenil argentina Casi ángeles, interpretando a Pablo, un alumno chileno que llega al mismo curso del grupo protagónico, para representar a su país en las Olimpíadas. Al año siguiente, formó parte del elenco juvenil de la serie de televisión uruguaya Dance! serie en la que interpretó a Nacho. Por lo que tuvo que establecerse en Montevideo para participar en el rodaje, en donde compartió créditos con Isabel Macedo, Juan Gil Navarro y Eva De Dominici.
En 2013, formó parte del musical Blanca Nieves de Mall Plaza interpretando al Príncipe Azul. En 2014 participó en la serie argentina Somos familia como Nacho Miranda, siendo coprotagonista. Ese mismo año, Schuster concursó en el talent show de imitación Tu cara me suena, conducido por Marley, del cual debió retirarse por temas laborales. A finales de ese año, interpretó a Fidel Gallardo en la exitosa telenovela chilena Pituca sin lucas de Mega.
Vuelve a participar en la gira nacional del musical de Mall Plaza en 2015, está vez el musical de Peter Pan, como protagonista junto a la cantante Daniela Castillo, en donde también participaron los actores Gonzalo Valenzuela y Josefina Fiebelkorn. Ese mismo año, volvió a concursar en el talent show de imitación argentino Tu cara me suena, donde obtuvo el cuarto puesto tras cinco meses de competencia y donde obtuvo grandes elogios del público por su interpretación como el recordado vocalista del mítico grupo británico de rock Queen, Freddie Mercury. En 2016, participó de la telenovela Pobre gallo interpretando a Borja Pérez de Castro. Ese mismo año, interpretó junto a su hermana Consuelo Schuster, la canción «Ser mejor», de la serie juvenil musical de Disney, Violetta, en la cobertura de la Teletón 2016.

### 2017-presente: inicios como solista y primer álbum de estudio
El 24 de noviembre de 2017, Schuster lanzó su primer disco independiente en solitario Bonsái, grabado en Miami y Chile, en donde explora diferentes estilos y lugares del pop, desde la línea más urbana hasta el tropical house, manteniéndolo al día con la música latina actual. La producción musical cuenta con 8 canciones, entre ellos «Me enamoré» y «Como se llama». Para ello, fundó su propio sello discografíco "Maha Records", de propiedad del músico en sociedad con el productor musical Christopher Manhey. Con este álbum, Schuster abre las puertas a la internacionalización de su carrera, apuntando a un sonido que rescata el imaginario y musicalidad de Miami. En noviembre de ese año, participó de la gira de la Teletón de ese año, recorriendo Chile en compañía de otros artistas como Camila Gallardo, su hermana Consuelo Schuster, Carolina Soto, Luis Jara, entre otros. En diciembre, participó en el evento principal, en donde se dieron cita importantes invitados internacionales y participó de la obertura de la ceremonia de clausura, compartiendo escenario con Lali Espósito, Zion & Lennox, entre muchos otros.
En enero de 2018, fue anunciado que sería parte del jurado internacional del Festival de Viña del Mar 2018, en donde participó de la obertura junto a artistas como Gente de Zona, Illapu, Carolina Soto y Ha*Ash; además se presentó en vivo el día 25 de febrero de 2018, en la misma noche donde también se presentaron CNCO, Sergio Freire y Zion & Lennox. También participó como intérprete del Himno de la Teletón 2018. Ese año, Schuster estrenó los sencillos «Mi regalo» y «A mi manera».
En 2019, participó en la telenovela chilena Juegos de poder. El 15 de marzo, publicó el tema «E.S.A.» en colaboración con Izone. Además, desde ese año se dedica a hacer vídeos en la plataforma YouTube y transmisiones en vivo de videojuegos en la plataforma Twitch.

## Vida personal
Augusto es vegano.

## Discografía
| Álbumes de estudio - 2017: Bonsai - 2022: Planeta Nostalgia | - 2007: Amango: El sueño se hizo realidad - 2007: Amango villancicos - 2008: Esto no es un juego | - 2009: Corazón Rebelde - 2009: Química, el juego del amor |

### Sencillos
| Año  | Título                           | Máxima posición | Álbum          |
| Año  | Título                           | CHI             | Álbum          |
| ---- | -------------------------------- | --------------- | -------------- |
| 2012 | «Hello»                          | 98              | Sin álbum      |
| 2013 | «We can dance»                   | 48              | Sin álbum      |
| 2015 | «Lloré»                          | —               | Llore (Deluxe) |
| 2016 | «Hasta el amanecer»              | —               |                |
| 2016 | «Me enamoré»                     | —               | Bonsái         |
| 2017 | «¿Cómo se llama?»                | —               | Bonsái         |
| 2017 | «You Love It»                    | —               | Bonsái         |
| 2018 | «Mi regalo»                      | —               | Sin álbum      |
| 2018 | «A mi manera»                    | —               | Sin álbum      |
| 2019 | «E.S.A.» (con Izone)             | —               | Sin álbum      |
| 2020 | «Primera vez» (con Tommy Boysen) | —               | Sin álbum      |

## Filmografía
| Año       | Título                     | Personaje                            |
| --------- | -------------------------- | ------------------------------------ |
| 2007-2009 | Amango                     | Felipe García                        |
| 2008-2009 | Química, el juego del amor | Nicolás Darwin Vargas/ "Nico" Cooper |
| 2009      | S.O.S Corazón Rebelde      | Pablo Bustamante                     |
| 2010      | Casi ángeles               | Pablo "Isla negri"                   |
| 2011      | Dance!                     | Ignacio "Nacho" Oliva                |
| 2012-2013 | Lynch                      | Abel Fuentes                         |
| 2014      | Somos familia              | Juan Ignacio Miranda                 |
| 2014-2015 | Pituca sin lucas           | Fidel Gallardo                       |
| 2016      | Pobre gallo                | Borja Pérez de Castro                |
| 2017-2018 | Tranquilo papá             | Santiago "Santi" Aldunate            |
| 2019      | Juegos de poder            | Benjamín Bennet                      |

| Año  | Título                 | Personaje      | Director                      |
| ---- | ---------------------- | -------------- | ----------------------------- |
| 2010 | Mandrill               | Joven Mandrill | Abel                          |
| 2016 | Aquí no ha pasado nada | Diego          | Alejandro Fernández Almendras |

| Año  | Obra                      | Personaje | Dirección      |
| ---- | ------------------------- | --------- | -------------- |
| 2013 | Blanca Nieves, el musical | Príncipe  | Billy Bond     |
| 2015 | Peter Pan, el musical     | Peter Pan | Álvaro Viguera |

| Año  | Programa             | Canal       | Nota                                                                 |
| ---- | -------------------- | ----------- | -------------------------------------------------------------------- |
| 2012 | Sin Dios ni Late     | Zona Latina | Invitado                                                             |
| 2012 | Cadena Nacional      | Via X       | Invitado                                                             |
| 2012 | Zona de estrellas    | Zona Latina | Invitado                                                             |
| 2014 | Tu cara me suena 2   | Telefe      | Concursante (abandona por motivos laborales posterior a la gala 17). |
| 2014 | Morandé con compañía | Mega        | Invitado                                                             |
| 2015 | Tu cara me suena 3   | Telefe      | Concursante (ingresa en la gala 16, en reemplazo de Flavio Mendoza). |
| 2015 | Más vale tarde       | Mega        | Invitado                                                             |
| 2015 | Mucho gusto          | Mega        | Invitado Viña del mar 2015                                           |
| 2015 | Vértigo              | Canal 13    | Invitado                                                             |
| 2018 | Diana                | Canal 13    | Invitado                                                             |

Comerciales
- Falabella - Comercial de multitienda (2016-presente), con Kika Silva (2018-presente)